# Gatta Cenerentola (Original Motion Picture Soundtrack)
Gatta Cenerentola (Original Motion Picture Soundtrack) è la colonna sonora del film Gatta Cenerentola.

## Tracce
1. Il polo della scienza – Antonio Fresa, Luigi Scialdone – 3:06
2. November Wave – Guappecartò – 3:51
3. Je te voglio bene assaje – Massimiliano Gallo – 3:06
4. Marcia nuziale – Antonio Fresa, Luigi Scialdone feat. Felix Mendelssohn – 1:01
5. Memorie – Antonio Fresa, Luigi Scialdone – 2:42
6. Luna di giorno – Guappecartò – 2:59
7. 'Na bella vita – Ilaria Graziano, Francesco Di Bella – 2:26
8. Death Is so Sexy – Antonio Fresa, Luigi Scialdone – 2:42
9. Napule – Massimiliano Gallo, I Virtuosi di San Martino – 3:00
10. Girolimoni n.102 – Daniele Sepe – 1:19
11. Il ricordo di Mia – Antonio Fresa, Luigi Scialdone – 2:05
12. Le valse du Capiton – Daniele Sepe – 3:07
13. Sale tensione – Antonio Fresa, Luigi Scialdone, Alessandro Rak – 2:54
14. The King Is Back in Town – Antonio Fresa, Luigi Scialdone – 1:38
15. Dove siamo – Francesco Forni, Ilaria Graziano – 3:06
16. A chi appartieni – Foja – 3:29
17. Valzer della Gatta Cenerentola – Antonio Fresa, Luigi Scialdone – 3:42